# Corrélat objectif

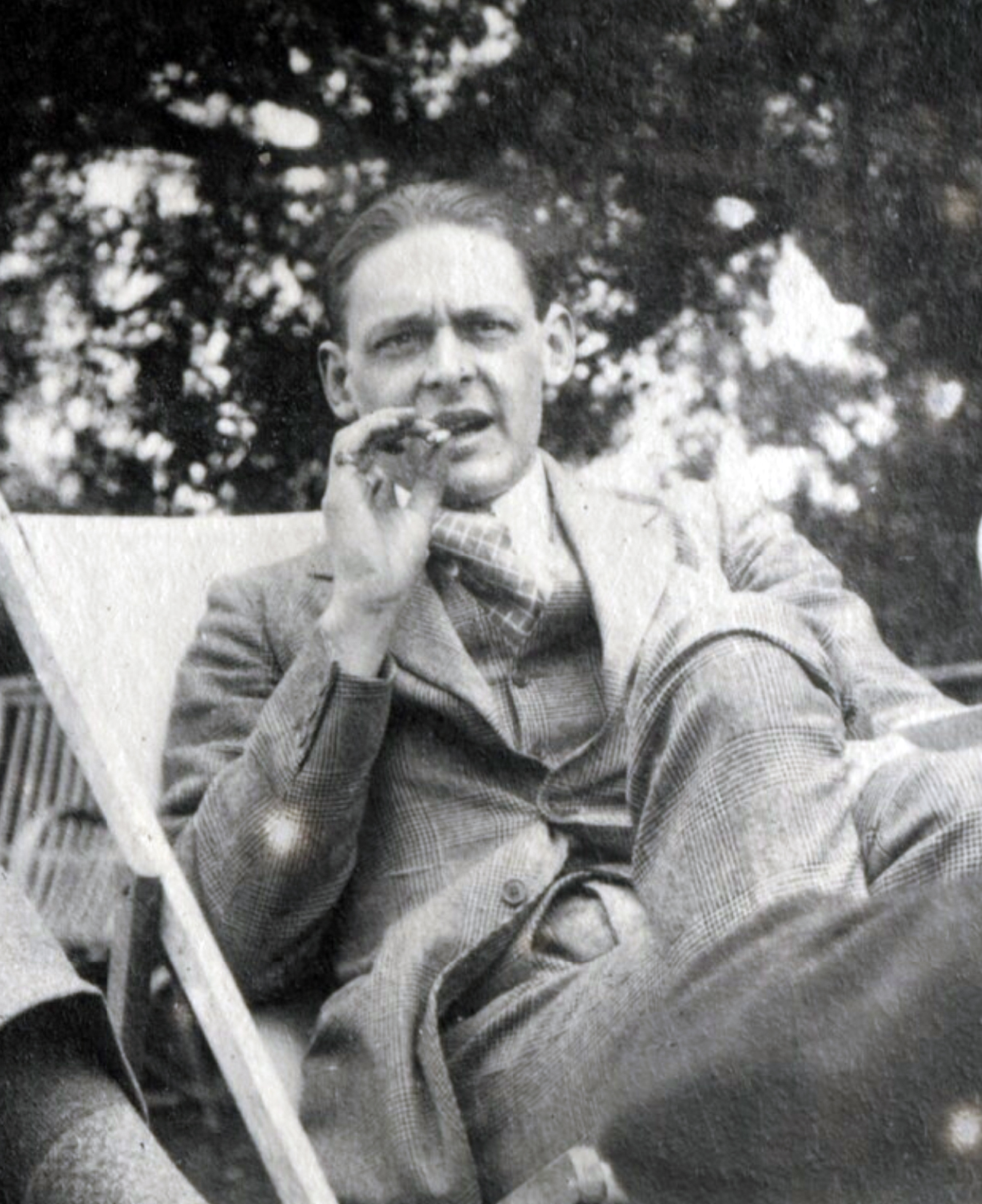
T. S. Eliot en 1923.

Un corrélat objectif (objective correlative en anglais) est une notion d'abord utilisée par Washington Allston vers 1840 dans la leçon inaugurale de ses conférences sur l'art, puis reprise et popularisée par T. S. Eliot dans le chapitre qu'il a consacré à Hamlet dans son recueil d'essais The Sacred Wood, Essays on Poetry and Criticism, paru en 1922. L'article est intitulé « Hamlet et ses problèmes ».
La définition du corrélat objectif qui en est donnée par la bibliothèque de l'Université de Lille III est : « [notion qui] renvoie à une création littéraire qui serait à même de trouver l’équilibre parfait entre forme et sens, et capable d’inspirer chez le lecteur une émotion identique ».
L'idée principale émane de ce que Hamlet est, pour le critique, une pièce ratée car présentant un personnage « dominé par une émotion qui est inexprimable parce qu’elle excède les faits tels qu’ils apparaissent ». T. S. Eliot explique en effet qu’il n’y a pas correspondance entre les faits objectifs et les sentiments du héros. Il ajoute que :  
| « Le seul moyen d’exprimer l’émotion dans la forme de l’art est de trouver un « corrélat objectif » ; en d’autres termes, un ensemble d’objets, une situation, une chaîne d’événements qui seront la formule de cette émotion particulière ; de telle manière que, quand les faits extérieurs, qui doivent aboutir à une expérience sensorielle, sont donnés, l’émotion est immédiatement évoquée. » | « The only way of expressing emotion in the form of art is by finding an 'objective correlative'; in other words, a set of objects, a situation, a chain of events which shall be the formula of that particular emotion. » |

Le texte de T.S. Eliot suggère l’idée que l’art est une chimie (il s’agit de trouver une « formule ») et, d’autre part, qu’il est la suggestion d’une émotion par l’agencement de faits et de mots, qui produisent un impact sur nos sens. En quelque sorte, l’art est une série causale où le spectateur est le dernier maillon ou le récepteur. La scène est un espace imaginaire où des faits et des mots se produisent et empruntent une existence illusoire.
La bonne fortune du terme a toujours surpris T. S. Eliot qui l'avait utilisé sans trop lui attacher d'importance.